# Volksabstimmungen in der Schweiz 1923
Dieser Artikel bietet eine Übersicht der Volksabstimmungen in der Schweiz im Jahr 1923.
In der Schweiz fanden auf Bundesebene vier Volksabstimmungen statt, im Rahmen dreier Urnengänge am 18. Februar, 15. April und 3. Juni. Dabei handelte es sich um zwei Volksinitiativen, ein fakultatives Referendum und ein obligatorisches Referendum.

## Abstimmungen am 18. Februar 1923

### Ergebnisse
| Nr. | Vorlage | Art | Stimm- berechtigte | Abgegebene Stimmen | Beteiligung | Gültige Stimmen | Ja      | Nein    | Ja-Anteil | Nein-Anteil | Stände | Ergebnis |
| --- | --- | --- | ------------------ | ------------------ | ----------- | --------------- | ------- | ------- | --------- | ----------- | ------ | -------- |
| 94  | Eidgenössische Volksinitiative «Schutzhaft» | VI  | 989'661            | 526'876            | 53,24 %     | 500'751         | 055'145 | 445'606 | 11,01 %   | 88,99 %     | 0:22   | nein     |
| 95  | Bundesbeschluss über die Ratifikation des am 7. August 1921 in Paris unterzeichneten Abkommens zwischen der Schweiz und Frankreich zur Regelung der Handelsbeziehungen und des freundnachbarlichen Grenzverkehrs zwischen den ehemaligen Freizonen Hochsavoyens sowie der Landschaft Gex und den angrenzenden schweizerischen Kantonen | FR  | 989'661            | 528'736            | 53,34 %     | 508'197         | 093'892 | 414'305 | 18,48 %   | 81,52 %     | –      | nein     |

### Schutzhaftinitiative
Die Ereignisse des Landesstreiks von 1918 bewogen rechtsbürgerliche Kreise dazu, eine Volksinitiative für einen massiv verstärkten Staatsschutz zu lancieren. Sie verlangte, dass Schweizer, welche die innere Sicherheit des Landes gefährden, unverzüglich in Schutzhaft genommen werden müssen. Zwar musste der Bundesrat rund 47'000 Unterschriften wegen eines Formfehlers als ungültig erklären, dennoch kam die Initiative des «Komitees gegen den Bolschewismus» zustande. Nach Meinung des Bundesrates sei eine staatliche Pflicht zum Freiheitsentzug ohne klare Voraussetzungen ein zu massiver Eingriff in die Grundrechte. Er verwies auch auf die geplanten (und weniger weit gehenden) Verschärfungen des Strafrechts («Lex Häberlin»), diese scheiterten jedoch in der Volksabstimmung vom 24. September 1922. Sämtliche Parteien lehnten die Initiative ab, weshalb sie chancenlos war. Die sozialistische Zeitung Berner Tagwacht bezeichnete sie als «Schande für die Demokratie», die ein «Begräbnis erster Klasse» verdiene, um ein deutliches Zeichen gegen den Faschismus und andere reaktionäre Strömungen zu setzen. Nur elf Prozent der Stimmberechtigten gaben der Initiative ihre Zustimmung; am höchsten war sie im Kanton Waadt mit 28,4 Prozent.

### Abkommen mit Frankreich
Seit 1816 bestand eine Freihandelszone rund um den Kanton Genf, was den Warenaustausch mit dem Pays de Gex und Hochsavoyen erheblich erleichterte. Nach dem Ersten Weltkrieg drängte Frankreich verstärkt auf eine Aufhebung der Zone und verlangte die Verlegung der Zolllinie an die Staatsgrenze. Zwei Jahre lang verhandelten Frankreich und die Schweiz um ein neues Abkommen, das am 7. August 1921 unterzeichnet wurde. Die Schweiz kam der französischen Forderung nach, konnte jedoch erreichen, dass bestimmte Waren weiterhin zollfrei ausgetauscht werden konnten (zum Teil in unbegrenzter Menge). Im Parlament war die Ratifikation des Staatsvertrags umstritten und wurde relativ knapp angenommen. Dagegen reiche der Volksbund für die Unabhängigkeit der Schweiz ein Referendum ein, das Unterstützung durch die SP erhielt. Hauptkritikpunkt war die Tatsache, dass der Vertrag nur zehn Jahre gültig und zu kompliziert sei, was neue Konflikte verursachen könnte. Nur die Bauern-, Gewerbe- und Bürgerpartei unterstützte den Staatsvertrag. Die Befürworter wehren sich gegen den Vorwurf, der Bundesrat habe in den Verhandlungen vor dem mächtigen Frankreich kapituliert; ausserdem garantiere die Ablehnung keineswegs einen besseren Vertrag. Nicht einmal ein Fünftel der Stimmberechtigten sprachen sich dafür aus. Als Schiedsstelle gab der Internationale Gerichtshof in Den Haag der Schweiz im Jahr 1932 Recht und ordnete die Wiederherstellung der Freizonen an.

## Abstimmung am 15. April 1923

### Ergebnis
| Nr. | Vorlage                                                                       | Art | Stimm- berechtigte | Abgegebene Stimmen | Beteiligung | Gültige Stimmen | Ja      | Nein    | Ja-Anteil | Nein-Anteil | Stände | Ergebnis |
| --- | ----------------------------------------------------------------------------- | --- | ------------------ | ------------------ | ----------- | --------------- | ------- | ------- | --------- | ----------- | ------ | -------- |
| 96  | Eidgenössische Volksinitiative «zur Wahrung der Volksrechte in der Zollfrage» | VI  | 990'202            | 651'159            | 65,76 %     | 638'896         | 171'020 | 467'876 | 26,77 %   | 73,23 %     | ½:21½  | nein     |

### Zollinitiative

Abstimmungsplakat von Burkhard Mangold

Wegen der Wirtschaftsflaute nach dem Ersten Weltkrieg gingen die Einnahmen aus Zollabgaben (damals die wichtigste Einnahmequelle des Bundes) zurück, während die Ausgaben stiegen. Die Konkurrenzfähigkeit der Schweizer Wirtschaft litt zudem unter dem Währungsverfall im Ausland. Gegen den Widerstand der SP beauftragte das Parlament 1921 den Bundesrat mit der Ausarbeitung eines «Gebrauchstarifs» per dringlichen Beschluss, wodurch nach damaligem Recht ein Referendum umgangen werden konnte. Postwendend lancierten der Verband Schweizerischer Konsumvereine, der Gewerkschaftsbund, der Föderativverband eidgenössischer Beamter, Angestellter und Arbeiter, die Vereinigung schweizerischer Angestelltenverbände, die SP, der Grütliverein und weitere Organisationen eine Volksinitiative. Sie verlangte die Abschaffung des eben erst beschlossenen Zolltarifs und das Verbot der Dringlichkeit bei zukünftigen Zollgesetzgebungen. Die Initiativbefürworter kritisierten, dass die Zölle im Gebrauchstarif entgegen den ursprünglichen Versprechen zum Teil stark erhöht worden seien, was Güter des täglichen Bedarfs massiv verteuert habe. Aus Sicht der Initiativgegner war der neue Zolltarif unverzichtbar, um die inländische Produktion und ihre Arbeitsplätze einigermassen vor der Überschwemmung mit billigen Importgütern zu schützen. Zudem sei die Zollbelastung nur wenig höher als vor dem Krieg. Fast drei Viertel der Stimmberechtigten lehnten die Initiative ab, eine Ja-Mehrheit erreichte sie nur im Kanton Basel-Stadt.

## Abstimmung am 3. Juni 1923

### Ergebnis
| Nr. | Vorlage                                                                                           | Art | Stimm- berechtigte | Abgegebene Stimmen | Beteiligung | Gültige Stimmen | Ja      | Nein    | Ja-Anteil | Nein-Anteil | Stände | Ergebnis |
| --- | ------------------------------------------------------------------------------------------------- | --- | ------------------ | ------------------ | ----------- | --------------- | ------- | ------- | --------- | ----------- | ------ | -------- |
| 97  | Bundesbeschluss betreffend die Revision der Art. 31 und 32bis (Alkoholwesen) der Bundesverfassung | OR  | 985'774            | 636'591            | 64,58 %     | 623'085         | 262'688 | 360'397 | 42,16 %   | 57,84 %     | 10:12  | nein     |

### Bundesbeschluss zum Alkoholwesen

Abstimmungsplakat von Emil Cardinaux

Einheimischer Schnaps aus Obst, Wein und Beeren war im Gegensatz zu Kartoffel- und Getreideschnaps nicht der Gesetzgebung und Besteuerung des Bundes unterworfen. 1919 stellte der Bundesrat fest, dass die einseitige Besteuerung während des Ersten Weltkriegs zu einem massiven Aufschwung des Obstschnapses geführt habe, sodass nur noch ein kleiner Bruchteil kontrolliert werde. Angesichts der Kriegskosten und des Rückgangs der Erträge aus dem Alkoholmonopol müsse das Steuerprivileg für Obst-, Wein- und Beerenschnäpse abgeschafft werden. Druck übte auch die Abstinenzbewegung aus, die Ende 1921 eine Volksinitiative einreichte: diese sollte Kantonen und Gemeinden das Recht einräumen, die Schnapsproduktion zu verbieten. Das Parlament billigte eine Verfassungsänderung, wonach alle gebrannten Wasser der Gesetzgebung und Besteuerung durch den Bund unterstellt werden sollten. Laut den Befürwortern, die aus allen Parteien stammten, handelte es sich um eine massvolle Vorlage, die den Missbrauch bekämpfe und Rücksicht auf die Interessen der produzierenden Landwirte nehme. Jedoch waren es gerade antietatistische landwirtschaftliche Kreise, welche die Vorlage am heftigsten bekämpften. Ihnen zufolge sei es widersprüchlich, gleichzeitig Mehreinnahmen erzielen und den Schnapskonsum eindämmen zu wollen. Die Vorlage verfehlte sowohl das Volks- als auch das Ständemehr.